# Макиенко, Алексей Филиппович
Алексей Филиппович Макиенко (1925—1952) — рядовой Советской Армии, участник Великой Отечественной войны, Герой Советского Союза (1945).

## Биография
Алексей Макиенко родился в 1925 году в селе Толкачовка (ныне — Прилукский район Черниговской области Украины). Окончил начальную школу. В августе 1943 года Макиенко был призван на службу в Рабоче-крестьянскую Красную Армию и направлен на фронт Великой Отечественной войны.
К июлю 1944 года гвардии красноармеец Алексей Макиенко был пулемётчиком 12-го гвардейского стрелкового полка 5-й гвардейской стрелковой дивизии 11-й гвардейской армии 3-го Белорусского фронта. Отличился в сражениях на территории Литовской ССР. 14 июля 1944 года Макиенко одним из первых переправился через Неман в районе деревни Мяркине Варенского района и принял активное участие в боях за захват и удержание плацдарма. Отразив большое количество немецких контратак, он удержал свою позицию до переправы основных сил.
Указом Президиума Верховного Совета СССР от 24 марта 1945 года за «мужество и героизм, проявленные при форсировании Немана и удержании плацдарма на его западном берегу» гвардии красноармеец Алексей Макиенко был удостоен высокого звания Героя Советского Союза с вручением ордена Ленина и медали «Золотая Звезда» за номером 7239.
В 1946 году Макиенко был демобилизован. Проживал и работал в родном селе. Скоропостижно умер 21 февраля 1952 года, похоронен на кладбище села Толкачовка.
Был также награждён орденом Красной Звезды и рядом медалей.